# Romeo è Giulietta
Pour les articles homonymes, voir Roméo et Juliette (homonymie).
Pour plus de détails, voir Fiche technique et Distribution.
Romeo è Giulietta est une comédie italienne réalisée par Giovanni Veronesi et sortie en 2024.
Le titre original comporte un accent grave sur le e, ce qui signifie donc littéralement « Roméo est Juliette », ce qui diffère du nom de la pièce shakespearienne originale Roméo et Juliette, appelée « Romeo e Giulietta » — sans accent — en italien.

## Synopsis
Le célèbre et cynique directeur de théâtre Federico Landi Porrini, au crépuscule de sa vie, veut terminer sa carrière en organisant à Spolète une pièce adaptée de Roméo et Juliette de William Shakespeare. C'est ainsi qu'un appel à candidatures est lancé et qu'il est inévitablement pris d'assaut par les jeunes acteurs aspirant à l'un des rôles ; le choix de la jeune fille qui jouera le rôle principal est particulièrement difficile, car Landi Porrini ne cesse de les rejeter tous en les humiliant.
Parmi ceux qui rêvent de participer à ce spectacle se trouve également l'aspirante actrice Vittoria Mengoni, mais lors de l'audition, elle est écartée de façon hâtive et malencontreuse, car elle a plagié un autre artiste dans le passé et a donc été apostrophée comme « voleuse » par Porrini. Avec l'aide de Gloria, une ancienne maquilleuse de Landi Porrini récemment licenciée par ce dernier, elle se maquille donc en homme avec un faux nez et une perruque : l'idée est de montrer quand même son talent au directeur bourru, puis de se démasquer en le ridiculisant. Il est en fait ébloui par la prestation de l'alter ego de Vittoria, Otto Novembre, et l'inscrit pour le rôle de Roméo. Face à cette opportunité, elle est incapable de révéler son identité en acceptant de participer à la pièce.
Pour le rôle de Juliette, on a choisi Gemma Grimaldi, dont le seul mérite était d'être une tiktokeuse particulièrement populaire auprès des jeunes et fiancée au footballeur Lukaku, ce qui pourrait donc pousser ses supporteurs à aller voir le film ; l'acteur choisi pour jouer Mercutio s'est cassé la jambe pendant les répétitions et c'est Rocco, un chauffeur-livreur fiancé à Vittoria, qui a été choisi à sa place. Cette dernière, sachant que son fiancé aspire au rôle de Roméo, n'a pas le courage de lui dire que c'est elle qui l'a mérité, et tente de poursuivre leur relation en la gardant secrète tout en trahissant un grand embarras. Rocco, soupçonneux, la suit en cachette pour épier certains de ses comportements ; il rencontre ensuite Otto et se lie d'amitié avec lui, se montrant beaucoup trop intrusif. L'alter ego de Vittoria attire également l'attention de Landi Porrini, en crise avec son compagnon Lorenzo, et rejette (évidemment) ses avances.
Rocco organise alors un dîner avec Gemma et sa sœur Agata et tente de séduire cette dernière sous les yeux d'Otto, qui essaie lui aussi de caser Gemma, qui a le béguin pour lui sans connaître sa véritable identité, et à qui elle avouera plus tard des tendances bisexuelles, ce qui le laissera sous le choc. Vittoria finit par découvrir que Rocco avait déjà tout compris (le 8 novembre est précisément la date de naissance de Vittoria), et qu'il ne faisait que la taquiner un peu : leur amour est ainsi sauvé comme celui entre Landi Porrini et Lorenzo, qui font la paix.
La représentation de Roméo et Juliette a lieu et, à la toute fin, Otto se démasque, révélant sa nature féminine : cela provoque d'abord l'étonnement, puis un tonnerre d'applaudissements de la part du public. À la fin de la représentation, Landi Porrini se rend dans la loge de Vittoria pour la remercier, puis s'approche d'une affiche de la pièce avec un rouge à lèvres et ajoute l'accent à la conjonction du titre : « Romeo è Giulietta » (litt. « Roméo est Juliette »).

## Fiche technique
- Titre original italien : Romeo è Giulietta[1]
- Réalisateur : Giovanni Veronesi
- Scénario : Giovanni Veronesi, Pilar Fogliati, Nicola Baldoni
- Photographie : Giovanni Canevari
- Montage : Patrizio Marone
- Musique : Andrea Guerra
- Décors : Veronica Rosafio
- Production : Ferdinando Bonifazi, Daniel Campos Pavoncelli, Marco Cohen, Fabrizio Donvito, Benedetto Habib
- Société de production : Indiana Production, Capri Entertainment, Vision Distribution en collaboration avec Sky
- Pays de production :  Italie
- Langue originale : italien
- Format : couleurs
- Durée : 112 minutes
- Genre : comédie
- Dates de sortie :
  - Italie : 14 février 2024

## Distribution
- Sergio Castellitto : Federico Landi Porrini
- Pilar Fogliati : Vittoria / Otto
- Geppi Cucciari (it) : Gloria
- Maurizio Lombardi (it) : Lori
- Serena De Ferrari : Gemma
- Domenico Diele (it) : Rocco
- Margherita Buy : Clara
- Alessandro Haber : Giovanni Festa
- Asia Argento : Elle-même

## Production
Le film, produit avec le soutien de la Commission du film de l'Ombrie, a été tourné entre août et octobre 2023 à Rome et à Spolète et, plus précisément, au Teatro Torlonia, à la Villa Borghese, à la Trinità dei Monti et au Teatro Nuovo Gian Carlo Menotti.